# Yantan
Yantan är ett stadsdistrikt i Zigong i Sichuan-provinsen i sydvästra Kina.